# История Исламской Республики Иран
Исламская республика Иран была основана 1 апреля 1979 года в результате Исламской революции под предводительством аятоллы Хомейни.

## Исламская революция
Исламской революции в Иране предшествовал продолжительный период массовых забастовок, акций гражданского неповиновения и антишахских выступлений. Таким образом иранцы реагировали на радикальную прозападную политику шаха Мохаммеда Реза Пехлеви. Несколько попыток шаха силой навести в стране порядок привели лишь к большему обострению ситуации и 16 января 1979 года шаханшах бежал из Ирана вместе с семьей, что предполагалось изначально как тактический манёвр для снятия социального и политического напряжения.
Несмотря на противодействие монархистов, 1 февраля в Тегеран при большом энтузиазме народа вернулся видный шиитский богослов, бывший в опале во время правления шахского режима и изгнанный из страны — идеолог революции, аятолла Хомейни. 11 февраля вооружённые силы (в том числе шахская гвардия) прекратили сопротивление. Последнюю попытку остановить революцию вооружённым путём предпринял шахский генерал Абдол Али Бадреи и был убит в перестрелке. Было создано Временное правительство Ирана во главе с Мехди Базарганом, взявшее власть в свои руки до принятия конституции. Таким образом, была упразднена монархия, на референдуме 31 марта 98 % граждан Ирана высказались за построение в Иране исламской республики. Первая иранская конституция была принята в декабре 1979 года.
Режим исламской республики с самого начала характеризовался жёсткой теократией. Это вызывало массовые протесты, жёстко подавлявшиеся Стражами Исламской революции под командованием Аббаса Дуздузани, Мустафы Чамрана, Мохсена Резайи и исламскими революционными судами под председательством Садека Хальхали. Уже 15 февраля 1979 были казнены четверо шахских генералов, считавшихся потенциально способными возглавить военное сопротивление — Манучехр Хосроудад, Мехди Рахими, Реза Наджи, Нематолла Насири. В следующие месяцы были казнены генералы Надер Джаханбани, Хасан Пакраван, Насер Могадам, Амир Хосейн Рабии, Али Нешат, бывший премьер-министр Ирана Амир Аббас Ховейда, бывший министр иностранных дел Аббас-Али Халатбари, бывший глава национального телерадио Махмуд Джафариан, бывший мэр Тегерана Голям Реза Никпей. Репрессиям вплоть до смертной казни подверглись тысячи реальных и предполагаемых противников хомейнистского режима. 
Однако власти длительное время не могли подавить вооружённого подполья и террористического сопротивления. Наиболее активны в вооружённой антиклерикальной борьбе были организации ОМИН (лидер Масуд Раджави) и Форкан (лидер Акбар Гударзи). В эмиграции сторонники шаха во главе с шахским генералом Голямом Али Овейси создали Иранское движение сопротивления, Армию освобождения Ирана, экс-премьер Али Амини возглавил Фронт освобождения Ирана. Шахский Генерал Бахрам Арьяна возглавил монархическую вооружённую организацию Азадеган. Последний шахский премьер Шапур Бахтияр создал Национальное движение сопротивления Ирана с военным крылом. Близ границ Ирана в Ираке и Турции были созданы базы антихомейнистских вооружённых формирований, внутри страны действовало вооружённое монархическое подполье. Крупной его акцией был мятеж, известный как Переворот Ноже. Боевики Азадеган под командованием шахского адмирала Камаля Хабиболлахи в августе 1981 совершили дерзкую акцию захвата иранского ракетного катера. Финансирование монархистов привлекали через свои международные связи бывший шахский министр иностранных дел и посол в США Ардешир Захеди и последний шахский премьер Шапур Бахтияр.
4 ноября 1979 радикально настроенные студенты захватили посольство США в Тегеране, взяв в заложники 52 его сотрудника. В обмен на освобождение дипломатов Иран потребовал выдачи шаха, который скрылся в Соединённых Штатах. Министр иностранных дел Садек Готбзаде, пытавшийся урегулировать ситуацию, впоследствии был обвинён в заговоре против Хомейни и расстрелян. США не выдали шаха, наложили на Иран санкции, большинство из которых действуют по сей день, а 24 апреля 1980 года попытались освободить заложников своими силами (Операция «Орлиный коготь»), потерпев крах. В июле 1980 шах скончался. В день вступления в должность Рональда Рейгана заложники были освобождены при посредничестве президента Алжира.

## Ирано-иракская война
17 сентября 1980 президент Ирака Саддам Хусейн формально денонсировал Алжирский договор 1975 года и объявил восточный берег Шатт-эль-Араб территорией Ирака. Иракские войска форсировали пограничную реку 22 сентября и перешли в наступление, захватив часть провинции Хузестан, в том числе город Хорремшехр. Иракцы вторглись также в провинции Илам, Керманшах и Курдистан. В Иране срочно была проведена мобилизация, и к 1982 иранская армия освободила оккупированные территории и перешла в контрнаступление в Ирак.
Хусейн предложил Хомейни подписать перемирие, однако аятолла отказался. До 1987 года Иран безуспешно пытался захватить главный иракский нефтяной порт — Басру, расположенную в 20 км от Хорремшехра вверх по течению Арвандруда на противоположном берегу. Тогда иракская армия начала применять химическое оружие
против войск противника, а также против мирного иранского населения. Ирану удалось захватить несколько иракских островов в устье Арвандруда, отрезав Ирак от Персидского залива.
К лету 1988 года иракская армия освободила оккупированную прибрежную территорию, пользуясь при этом военной поддержкой США. 20 августа 1988 между Ираном и Ираком был подписан мирный договор. Таким образом, война продолжалась почти ровно 8 лет. За это время погибло около 500 тысяч иранцев, среди которых немало мирных жителей или ополченцев. Никаких территориальных изменений не произошло.
За месяц до окончания войны, когда уже шло согласование по перемирию, в Персидском заливе произошел инцидент, в котором американский ракетный крейсер 3 июля 1988 года сбил пассажирский самолет компании Iran Air, направлявшийся из Бендер-Аббаса в Абу-Даби (погибло 298 человек). По версии американского руководства произошла ошибка, однако власти Ирана обвинили США в давлении таким образом на Иран с целью заключить перемирие на выгодных Ираку условиях.
В декабре 1988 года было разрешено образование политических партий.

## Экономический скачок
Исламская революция стала мощным толчком для экономики Ирана. С 1979 по 2007 год ВВП Ирана увеличился в 6 раз. Население — в 2 раза, уровень грамотности — в 3 раза. 
В 1990-х началась приватизация предприятий строительной, торговой, легкой, сельскохозяйственной промышленности. В то же время, экономика Ирана страдает от сильной инфляции (в среднем, 15 % ежегодно).
Одной из наиболее динамично развивающихся отраслей стала наука. С конца 1980-х на науку стабильно выделяется 900 млн долларов из государственного бюджета.

## Реформы Хатами
Мохаммад Хатами стал президентом Ирана в 1997 году — победил на выборах кандидата консервативных сил Али Акбара Натек-Нури — и провозгласил начало реформ, направленных на построение более демократичного толерантного общества в стране и более терпимого отношения к странам Запада. При их осуществлении Хатами столкнулся с жесткой оппозицией консерваторов. Совет стражей конституции часто прибегал к своему праву вето в отношении наиболее радикальных законопроектов, разработанных правительством. Кроме того, реформы часто критиковались на государственном телевидении и радио.
При Хатами в Иране были введены выборы в городские собрания. Реорганизации подверглось Министерство разведки. Хатами выступал за более тесные связи с Западом. Ему удалось наладить отношения со странами западной Европы, однако отношения с США остались на том же уровне.

## Иран при Ахмадинежаде
При Ахмадинеджаде (президент с 2005 г.) Иран находился в состоянии «холодной войны» с Западом. Запад и Израиль высказывали обеспокоенность иранской ракетно-ядерной программой и вынашивали планы агрессии против Ирана. 
Председателем Меджлиса Ирана стал, в 2008 году, Али Лариджани (был переизбран и в 2019 г.).
В 2009 году Ахмадинежад был переизбран на второй срок. Это привело к массовым уличным протестам. Активизировалось и сопротивление вооружённого подполья, от социалистического (ОМИН) до монархического (Тондар).
В сентябре 2011 года Иран обзавелся собственной АЭС (Бушерская АЭС). 

12 ноября 2011 на военных складах Ирана произошел взрыв, который многие аналитики рассматривали как диверсию

## При Хасане Рухани
Хасан Рухани был избран президентом в 2013 году и переизбран в 2017 г.
Ядерная сделка 2015 года и отмена Д. Трампом ядерной сделки в 2019 г.

## Краткая хронология
В скобках — даты по иранскому календарю.
- 1 февраля 1979 (12 бахмана 1357): прибытие Хомейни в Тегеран.
- 31 марта 1979 (11 фардвардина 1358): всенародный референдум о преобразовании Ирана в исламскую республику.
- 1 апреля 1979 (12 фарвардина 1358): Иран объявлен исламской республикой.
- 4 ноября 1979 (13 абана 1358): захват посольства США в Тегеране.
- 3 декабря 1979 (12 азара 1358): принятие новой конституции.
- 22 сентября 1980 (31 шахривара 1359): армия Ирака форсирует Арвандруд, начало ирано-иракской войны.
  - 29 сентября 1981 (7 мехра 1360): освобождение Абадана.
  - 24 мая 1982 (3 хордада 1361): освобождение Хорремшехра.
  - 14 июля 1982 (23 тира 1361): начало крупномасштабного иранского контрнаступления.
  - 15 марта 1988 (25 эсфанда 1366): последняя попытка иранского наступления в Иракском Курдистане.
  - 20 августа 1988 (29 мордада 1367): подписание договора о прекращении огня, окончание военных действий.
- 4 июня 1989 (14 хордада 1368): на следующий день после смерти Хомейни высшим руководителем Ирана становится Али Хаменеи.
- 21 июня 1990 (31 хордада 1369): крупнейшее землетрясение на севере Ирана, унесшее жизни 40 тысяч человек.
- 23 мая 1997 (2 хордада 1376): избрание президентом Мохаммада Хатами, начало обширных либеральных реформ.
- 7-13 июля 1999 (18-24 тира 1378): массовые беспорядки в Тегеране, подавленные армией.
- 24 июня 2005 (3 тира 1384): на президентских выборах побеждает консерватор Ахмадинежад.
- 27 июня 2007 (6 тира 1386): введение ограничений на розничную торговлю бензином, массовые беспорядки в Тегеране и других крупных городах.
- 17 декабря 2007 (26 азара 1386): начало поставок ядерного топлива на первую в Иране АЭС в городе Бушер.
- с 13 июня 2009 (23 хордада 1388): после победы повторной на выборах Ахмадинежада в стране начались массовые выступления сторонников его соперника по выборам.
- 14 февраля 2011 (25 бахмана 1389): в стране начались волнения, как продолжение акций протеста в июне 2009 года, после выборов, на которых победил Ахмадинежад.
- 28 декабря 2017 года начались массовые антиправительственные выступления из-за общего ухудшения экономической, политической и социальной сфер жизни. Протест, продолжавшийся до середины января 2018 года, был подавлен, 26 человек погибли.
- 14 апреля 2018 года в стране началась всеобщая забастовка, продолжавшаяся более года, как продолжение протестов, начавшихся несколькими месяцами ранее. В июне—июле также прошли протесты из-за нехватки питьевой воды в Хорремшехре и Абадане.
- 15 ноября 2019 года началась серия протестных выступлений, связанная с повышением цен на топливо в 50-200%. Помимо указанного повода, демонстранты протестовали в общем против системы и политики режима. Акции продолжались до середины июля 2020 года, протест был подавлен.
- с 14 июля 2021 года по стране вновь прокатилась протестная волна из-за острой нехватки воды в ряде регионов. Около 10 демонстрантов были убиты.

## Внешняя политика
На ранних этапах своего существования Исламская республика провозглашала своей ближайшей целью экспорт «исламской революции» в страны региона, а конечной — построение исламской республики мирового масштаба. 
Влиянию Ирана приписывают массовые беспорядки в Мекке во время хаджа, активность радикальных организаций в Катаре, Кувейте и на Бахрейне, в Ливане. 
В начале 1990-х годов Иран отказался от этой стратегии.
27—28 мая 2023 года Вооружённые силы правящего в Афганистане движения «Талибан» приняли участие в пограничном конфликте с иранскими пограничниками на афгано-иранской границе между афганской провинцией Нимроз и иранской провинцией Систан и Белуджистан.